# 오사카부 제8구
오사카부 제8구(大阪府 第8区)는 일본의 중의원 선거구이다. 1994년 공직선거법으로 신설되었다.

## 지역
- 도요나카시